# Palm Beach megye
Palm Beach megye az Amerikai Egyesült Államokban, azon belül Florida államban található. Megyeszékhelye és legnagyobb városa West Palm Beach. Lakosainak száma 1 492 191 fő (2020). Palm Beach megye Martin, Broward, Okeechobee, Hendry és Glades megyékkel határos.

## Népesség
A megye népességének változása:
| Lakosok száma | 1 323 938 | 1 336 867 | 1 355 759 | 1 372 171 | 1 422 789 | 1 492 191 |
|               | 2010      | 2011      | 2012      | 2013      | 2015      | 2020      |